# Armand Penverne
Armand Penverne (ur. 26 listopada 1926 w Pont-Scorff, zm. 28 lutego 2012) – francuski piłkarz, pomocnik. Brązowy medalista MŚ 58. Długoletni zawodnik Stade de Reims.
W Reims grał w latach 1946–1959. W tym czasie cztery razy zdobywał tytuł mistrza Francji (1949, 1953, 1955, 1958), w 1950 oraz 1958 triumfował w Pucharze Francji, a w 1956 znalazł się wśród finalistów premierowej edycji Pucharu Europy. Występował także w Red Star 93 i Limoges Foot 87.
W reprezentacji Francji zagrał 39 razy i strzelił 2 bramki. Debiutował 5 października 1952 w meczu z RFN, ostatni raz zagrał w 1959. Brał udział w MŚ 54. Kilkakrotnie pełnił funkcję kapitana zespołu. Podczas MŚ 58 wystąpił we wszystkich sześciu meczach Francji w turnieju.